# Gare de Clermont-l'Hérault
La gare de Clermont-l'Hérault est une ancienne gare ferroviaire française de la ligne de Vias à Lodève située sur le territoire de la commune de Clermont-l'Hérault, dans le département de l'Hérault, en région Occitanie.
Elle est mise en service en 1863 par la Compagnie des chemins de fer du Midi et du Canal latéral à la Garonne (Midi) et fermée au trafic voyageurs en 1939 et marchandises dans les années 1990.

## Situation ferroviaire
Établie à 95 mètres d'altitude, la gare de Clermont-l'Hérault est située au point kilométrique (PK) 488,939 de la ligne de Vias à Lodève, entre les gares fermées d'Aspiran et de Rabieux.

## Histoire
La gare de Clermont-l'Hérault est mise en service le 8 avril 1863 par la Compagnie des chemins de fer du Midi et du Canal latéral à la Garonne, lorsqu'elle ouvre à l'exploitation la section de Vias à Clermont-l'Hérault.
La ligne est prolongée jusqu'à Lodève le 14 août 1863.
La gare fut fermée au service des voyageurs, le 15 mai 1939, lors de la fermeture du tronçon entre Paulhan et Lodève.
Le trafic voyageurs reprit pendant la guerre de 1940 à 1942, en raison des restrictions de carburant.
Jusque dans les années 1970, la gare était utilisée pour faire transiter du raisin et le dernier train de marchandises circula dans la gare en 1991.

## Patrimoine ferroviaire
En 2018, le bâtiment de la gare de Clermont a été réhabilitée en office de tourisme et service culturel de la Communauté de communes du Clermontais.